# Hesperoclytus katarinae
Hesperoclytus katarinae är en skalbaggsart som beskrevs av Holzschuh 1986. Hesperoclytus katarinae ingår i släktet Hesperoclytus och familjen långhorningar.
Artens utbredningsområde är Nepal. Inga underarter finns listade i Catalogue of Life.